# Leptomys
Leptomys är ett släkte av däggdjur som ingår i familjen råttdjur.

## Beskrivning
Individerna når en kroppslängd (huvud och bål) av 12 till 18 cm och en svanslängd av 12 till 16 cm. Vikten varierar mellan 63 och 120 gram. Pälsen har på ovansidan en rödbrun färg och vid skulderna är den mera ljusröd. Nosen och en ring kring ögonen kan vara svartaktig. Kinderna, extremiteternas insida och buken är däremot vita. Svansen är täckt med fjäll och brun. Bakfötternas mellersta tre tår är längre än de yttre tårna. Arterna skiljer sig även i detaljer av tändernas konstruktion från närbesläktade råttdjur.
Dessa gnagare lever i skogar och buskskogar i låglandet och i bergstrakter upp till 1 800 meter över havet. De äter insekter och andra smådjur.
IUCN listar L. elegans, L. ernstmayri och L. signatus som livskraftiga (LC). Övriga arter är ännu (2018) ej bedömda.

## Taxonomi
Arter enligt Catalogue of Life:
- Leptomys elegans Thomas, 1897
- Leptomys ernstmayri Rümmler, 1932
- Leptomys signatus Tate & Archbold, 1938
- Leptomys arfakensis Musser, Helgen & Lunde, 2008
- Leptomys paulus Musser, Helgen & Lunde, 2008